# Henry Percy (8e comte de Northumberland)
Pour les articles homonymes, voir Henry Percy.
Henry Percy, 8e comte de Northumberland, est un baron anglais né vers 1532 et mort le 21 juin 1585.

## Biographie
Henry Percy est le deuxième fils de Thomas Percy et de son épouse Eleanor, et le frère cadet d'un autre Thomas. Le père des deux jeunes garçons est exécuté en 1537 pour sa participation au Pèlerinage de Grâce. La couronne ne rend le titre de comte de Northumberland à Thomas Percy qu'en 1557, tandis que son frère Henry est adoubé la même année. Il participe à des campagnes militaires en Écosse et à des missions diplomatiques en France.
Durant le Soulèvement du Nord de 1569-1570, Henry Percy reste fidèle à la reine Élisabeth, contrairement à son frère, qui prend la tête des partisans de Marie Stuart. Après l'écrasement de la rébellion, il fait volte-face et entre en contact avec l'évêque John Lesley pour lui proposer d'aider Marie Stuart à s'évader. Démasqué, il est emprisonné à la Tour de Londres, puis en résidence surveillée à Petworth House, et n'en sort que contre une lourde amende qu'il ne paiera jamais. Son frère ayant été entre-temps exécuté pour sa participation au Soulèvement, il lui succède en tant que comte de Northumberland, mais il a perdu la confiance de la reine.
Son penchant pour l'intrigue l'incite à entretenir des rapports avec les frères Paget, Charles et Thomas. Soupçonné de comploter contre Élisabeth, il est placé sous surveillance, puis de nouveau incarcéré à la Tour de Londres au début de l'année 1584. Il est retrouvé mort dans sa cellule dans la nuit du 20 au 21 juin 1585, une balle dans le cœur. L'enquête conclut à un suicide, même si beaucoup croient que le comte a été assassiné sur ordre du gouvernement.

## Mariage et descendance
Henry Percy épouse avant 1562 Katherine Neville, fille du baron Latimer (en) John Neville. Ils ont dix enfants :
- Henry (1564-1632) ;
- Thomas (mort en 1587) ;
- William (1574-1648) ;
- Charles (mort en 1628), chevalier ;
- Richard (mort en 1648), chevalier ;
- Alan (mort en 1611), chevalier ;
- Josceline (mort en 1631), chevalier ;
- George (1580-1632/1633) ;
- Lucy ;
- Eleanor (morte en 1650).